# Faro do Alentejo
Faro do Alentejo es una freguesia portuguesa del concelho de Cuba, en el distrito de Beja, con 53.20 km² de superficie y 741 habitantes (2001). Su densidad de población es de 14,0 hab/km².
Situada en el extremo suroeste del concelho de Cuba, lindando con los de Beja, al sur, y Ferreira do Alentejo, al oeste, Faro do Alentejo fue fundada en 1619 por el primer Conde de Faro, con autorización del rey Felipe III (Felipe II para los portugueses), y tuvo categoría de vila y concelho independiente hasta 1836.
En el patrimonio histórico-artístico de la freguesia destaca la iglesia parroquial de San Luis, del siglo XVII, con interesantes frescos en sus paredes laterales.